# Parc national du Pollino
Le parc national du Pollino (en italien : Parco Nazionale del Pollino) est un parc national italien situé dans le sud de la péninsule, dans les provinces de Cosenza, Matera et Potenza. Son nom provient du massif montagneux homonyme, le Pollino. Le parc abrite le plus vieil arbre européen, un pin de Bosnie (Pinus heldreichii), dont l'âge est estimé à 1 230 ans et d'où il tire son symbole.
Créé en 1985 comme simple parc régional, il devient parc national en 1991 pour préserver la dernière population de pin de Bosnie en Italie.
Depuis novembre 2015, avec l'inscription sur la liste mondiale des géoparcs par l’UNESCO, le parc de Pollino est considéré comme un site du patrimoine mondial. Englobant un total de 88 650 ha du côté lucanien (Muro Lucano) et 103 915 du côté calabrais, il est le plus grand parc du pays, couvrant 1 925,65 kilomètres carrés, et parmi les 50 plus grands du monde. Le hêtre commun est l'arbre le plus répandu du parc, qui abrite également une importante variété d'herbes médicinales.

## Territoire
Le parc protège une vaste zone des Apennins du Sud, dominée par le massif du Pollino. Le mont Pollino culmine à 2 248 mètres et domine un territoire de nature préservée aux paysages grandioses. La partie sud, côté Basilicate, est composée de forêts, de pâturages et d'aires cultivables. La partie située au nord, en Calabre, est plus montagneuse.

## Communes
Le territoire du parc comprend en tout 56 communes : 32 en Calabre et 24 en Basilicate.
Les communes en territoire calabrais sont : Acquaformosa, Aieta, Alessandria del Carretto, Belvedere Marittimo, Buonvicino, Castrovillari, Cerchiara di Calabria, Civita, Francavilla Marittima, Frascineto, Grisolia, Laino Borgo, Laino Castello, Lungro, Maierà, Morano Calabro, Mormanno, Mottafollone, Orsomarso, Papasidero, Plataci, Praia a Mare, San Basile, San Donato di Ninea, Sangineto, San Lorenzo Bellizzi, San Sosti, Sant’Agata d’Esaro, Santa Domenica Talao, Saracena, Tortora et Verbicaro.
Les communes en territoire de Basilicate sont : Calvera, Castelluccio Inferiore, Castelluccio Superiore, Castelsaraceno, Castronuovo S. Andrea, Carbone, Cersosimo, Chiaromonte, Episcopia, Fardella, Francavilla in Sinni, Latronico, Lauria, Noepoli, Rotonda, San Costantino Albanese, San Giorgio Lucano, San Paolo Albanese, San Severino Lucano, Senise, Teana, Terranova di Pollino, Valsinni et Viggianello.
Parmi celles-ci, certaines ont un intérêt historique et archéologique : Viggianello, Rotonda, Castrovillari, Morano Calabro, Laino Castello, Mormanno, Scalea, Papasidero et Civita, d'autres sont importantes du point de vue socio-culturel, car elles sont communautés albanaises qui se sont introduites dans le territoire lucaniens et calabrais entre 1470 et 1540. Ce sont les communes de San Paolo Albanese, San Costantino Albanese, San Basile, Lungro, Plataci, Frascineto, Civita.
Le village le plus haut du parc est Alessandria del Carretto à 1 000 m d'altitude, village qui aujourd'hui encore conserve des traditions culturelles et musicales très anciennes.
Parmi les édifices religieux dignes d'intérêt, on trouve la Madone des Armes à Cerchiara, et des couvents, comme celui de Colloreto à Morano Calabro.
Dans la vallée du Mercure, il existe plusieurs sites paléolithiques (grottes de Romito) intéressants (Elephas antiquus, Hippopotamus major).

## Flore

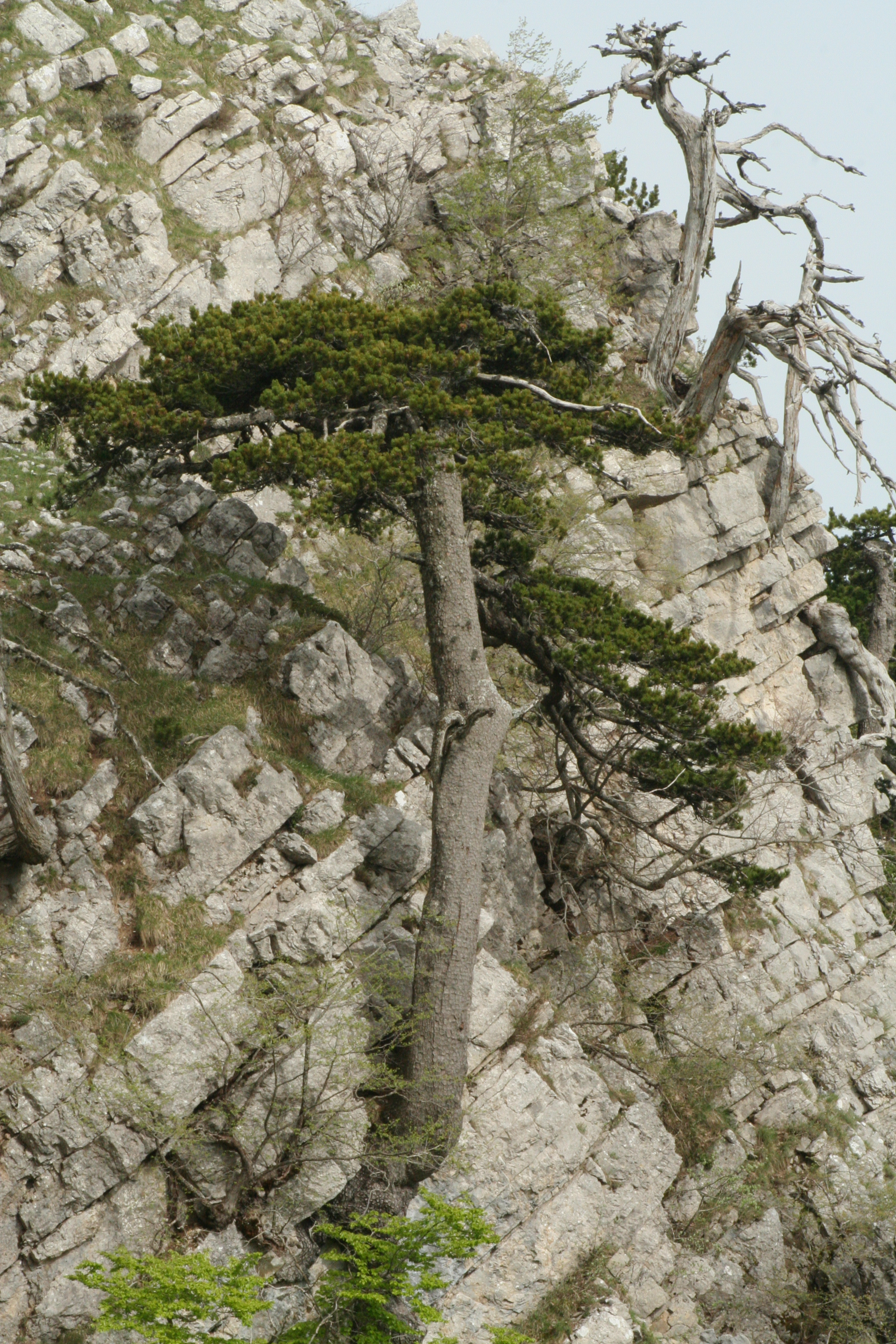
Pin de Bosnie.

Sur les parties les plus basses des versants du massif se trouvent des forêts de châtaignier. Elles sont remplacées, sur une dénivellation d'environ 1 200 m, par le charme, le chêne, le hêtre et l'érable. Dans les localités de Lago Duglia et Casino Toscano pousse le sapin blanc.
Sur le côté ouest, poussent, éparpillés sur les pentes pierreuses escarpées, le pin de Bosnie et une espèce de genévrier rampant. L'un d'entre eux serait d'ailleurs le plus vieil arbre d'Europe puisqu'il serait âgé de 1 230 ans.
En été poussent diverses espèces de fleurs sauvages : renoncule, rosier sauvage, joubarbe, orpin blanc, violette de l'Etna, campanule agglomérée, globularia meridionalis, coronic de Colonna, chardon.

## Faune
Le parc abrite entre autres le loup des Apennins, le cerf élaphe (réintroduit en 2003), le chevreuil, le sanglier, le renard roux, le chat sauvage, le lièvre, la loutre, l'écureuil de Calabre. 
Nombreuses espèces d'oiseaux, dont le hibou grand-duc, l'aigle royal, le vautour fauve (réintroduit en 2002), le percnoptère, le faucon pèlerin, le circaète Jean-le-Blanc, le faucon crécerelle, le pic noir et le crave à bec rouge.
La faune est caractérisée par des insectes de toutes sortes, qui abondent surtout en été, notamment des sauterelles, bourdons et abeilles.

## Galerie

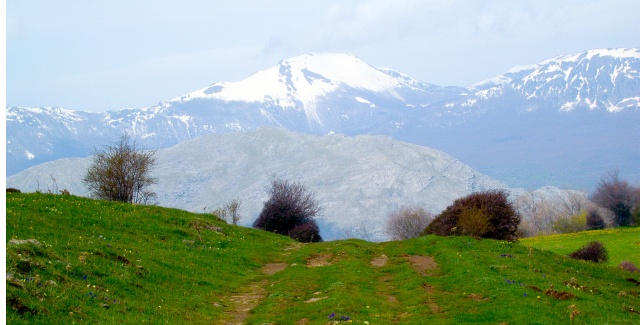
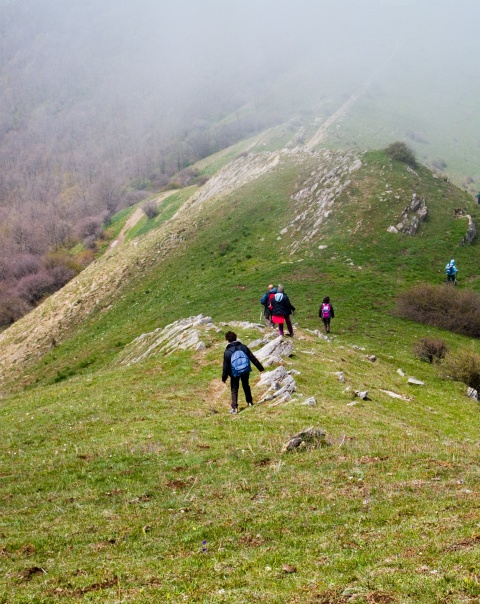
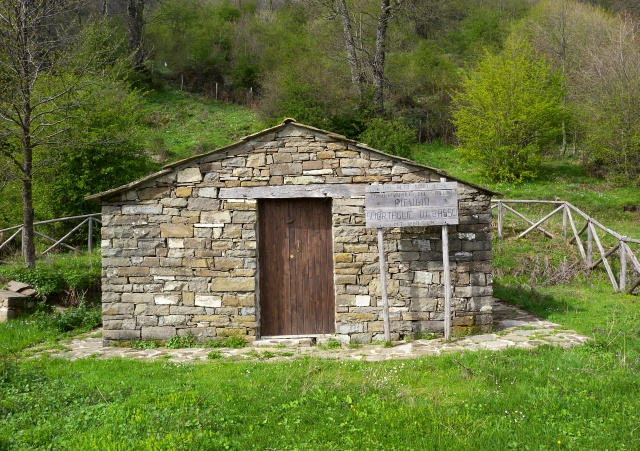
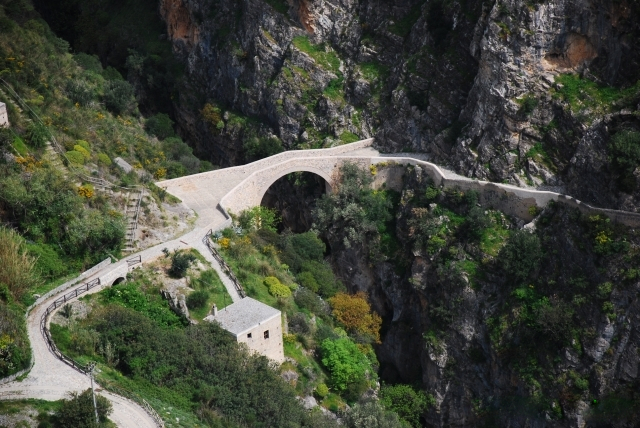
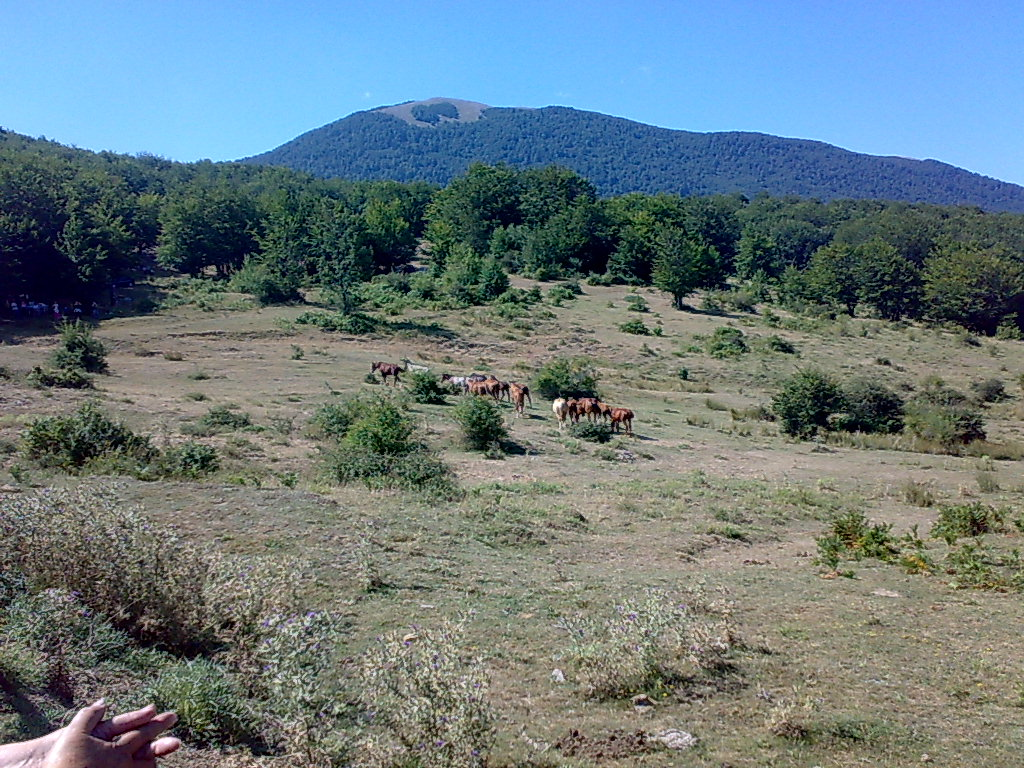

### Filmographie
- Il buco de Michelangelo Frammartino (2021), qui raconte l'exploration de l'Abisso del Bifurto dans le massif du Pollino, en août 1961, par un groupe de spéléologues de l'Italie du Nord.